# Chromis fumea
Chromis fumea är en fiskart som först beskrevs av Tanaka, 1917.  Chromis fumea ingår i släktet Chromis och familjen Pomacentridae. Inga underarter finns listade i Catalogue of Life.